# Amblyteles armatorius
Amblyteles armatorius är en stekelart som först beskrevs av Forster 1771.  Amblyteles armatorius ingår i släktet Amblyteles och familjen brokparasitsteklar. Arten är reproducerande i Sverige. Inga underarter finns listade i Catalogue of Life.

## Bildgalleri

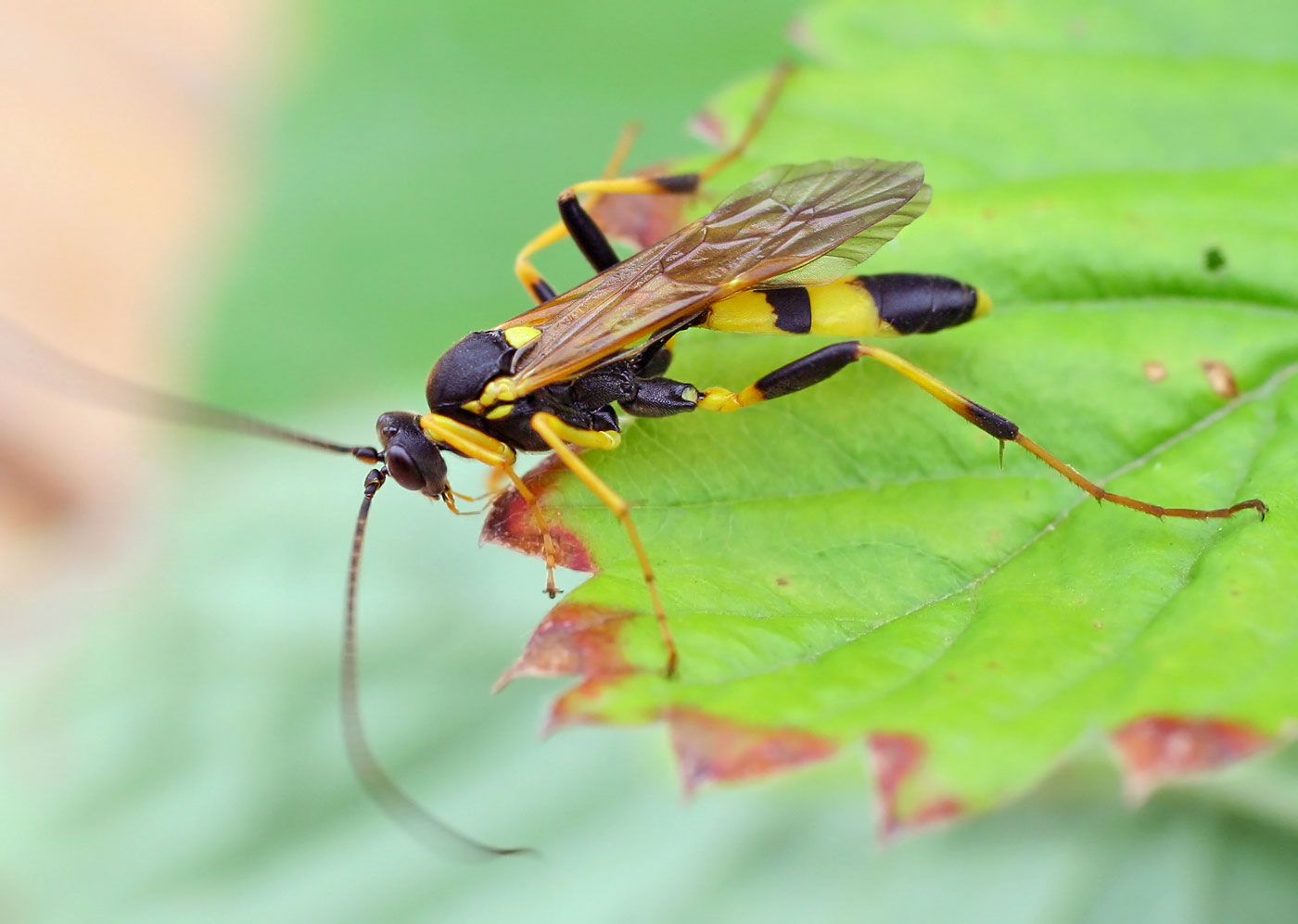
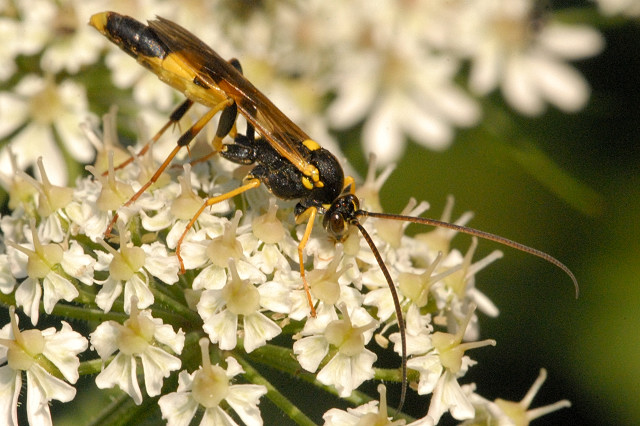